# Central Fire Station (Barnstable County, Massachusetts)
Als Central Fire Station ist das Feuerwehrhaus an der Adresse 399 Main Street in der Stadt Falmouth im Bundesstaat Massachusetts der Vereinigten Staaten im National Register of Historic Places eingetragen.

## Beschreibung
Das Gebäude dient seit seiner Errichtung im Jahr 1929 kontinuierlich als Hauptwache des Falmouth Fire Department. Es ist eines von mehreren Gebäuden aus den 1920er Jahren in Falmouth, die im Stil der Colonial-Revival-Architektur aus Mauerziegeln errichtet wurden; zuvor kam im Wesentlichen Holz als Baustoff zum Einsatz. Von geringfügigen Modernisierungen abgesehen entspricht das Aussehen des Gebäudes noch heute dem ursprünglichen Zustand.

## Architektur
Das zweistöckige Gebäude im Stil des Colonial Revival weist einen rechteckigen Grundriss mit Abmessungen von rund 58 ft (17,7 m) mal 50 ft (15,2 m) auf und verfügt über ein Flachdach. Es wurde auf einem Betonfundament errichtet und ist außen mit einer dünnen Schicht aus roten Mauerziegeln im flämischen Verband verkleidet. Zierelemente bestehen aus Kunststeinen bzw. weiß gefärbtem Holz.
In der nach Norden ausgerichteten Vorderseite des Gebäudes dominieren zwei große Öffnungen, die sich zu beiden Seiten des Haupteingangs im Erdgeschoss befinden und von Bögen aus Ziegelsteinen überspannt werden, wobei der jeweilige Schlussstein von einem Kunststein gebildet wird. Die östliche Öffnung bietet den Zugang zum Feuerwehrhaus und verfügt über ein Rolltor, während die westliche Öffnung von einer großen Fensterfront geschlossen wird. Der Haupteingang besteht aus einer Tür unterhalb eines festen Rundbogens, deren Holzrahmen und Zargen mit klassischen Elementen verziert sind. Den Eingangsbereich flankieren gerillte Pilaster in dorischer Ordnung mit kissenförmigen Abschlüssen, auf denen ein schmales Gebälk ruht, dessen oberen Abschluss ein dekoratives Geländer aus Schmiedeeisen bildet. Die Ecken der Nord-, Ost- und Westseite des Gebäudes zieren ebenfalls Pilaster, die identisch zu ihren kleineren Pendants am Haupteingang aufgebaut sind. Sie tragen einen breiten Fries, unterhalb dessen sich der Schriftzug „Falmouth Fire Department“ befindet.
Im Inneren befinden sich Büro- und Schlafräume sowie Lagermöglichkeiten für typische Ausrüstungsgegenstände einer Feuerwehr. Ein großer L-förmiger Raum, der sich über die Ost- und Südseite im Erdgeschoss erstreckt, beherbergt die Einsatzfahrzeuge sowie diverse Gerätschaften. Er ist durch feuersichere Wände vom Rest des Gebäudes getrennt.

## Historische Bedeutung
Das nach fünfjähriger Planung 1929 errichtete Feuerwehrhaus ersetzte seinen Vorgängerbau, der 18 Jahre zuvor am selben Standort zu Baukosten in Höhe von 874,21 US-Dollar (heute ca. 26.000 Dollar) errichtet worden war. Das Grundstück war von der Stadtverwaltung ursprünglich von William H. Hewins zur Errichtung einer Bibliothek erworben worden.
Bis zum Ende des 19. Jahrhunderts gab es in Falmouth keine organisierte Brandbekämpfung, die bis dahin im Wesentlichen darin bestand, dass die Nachbarn eine Eimerkette bis zum nächsten Teich bildeten. Reichere Familien errichteten große Wassertanks auf erhöhtem Gelände, die im Brandfall zum Löschen genutzt werden konnten. Da sich diese Maßnahmen jedoch nur wenige leisten konnten, bildeten sich Gruppen von Freiwilligen, die mit privaten Mitteln eine behelfsmäßige Grundausstattung finanzierten. Erst 1897 beschloss die Stadt, Finanzmittel in Höhe von 700 US-Dollar (heute ca. 24.000 Dollar) zur Errichtung eines Feuerwehrhauses, 1899 gefolgt von einer Freiwilligen Feuerwehr, bereitzustellen. 1905 engagierten sich dort bereits 95 Feuerwehrleute, und eine alte Schulglocke wurde im Turm des Rathauses als stadtweiter Feueralarm installiert.
Zwischen 1870 und 1915 stieg die Zahl der permanenten Einwohner von Falmouth um 75,1 %, und auch die Zahl der Touristen und saisonalen Einwohner wuchs kontinuierlich an. Dies führte zu einem vermehrten Auftreten von Brandereignissen, insbesondere aufgrund von durch die Eisenbahn verursachtem Funkenflug. 1911 wurde am Standort der heutigen Zentralwache das erste Feuerwehrhaus errichtet. In den 1920er und 1930er Jahren wuchs Falmouth zur zweitgrößten Stadt der Region heran, wodurch die bestehenden Brandbekämpfungsstrukturen überfordert waren. Führten 1922 noch 101 Brände zu einem Gesamtschaden von 9.490 US-Dollar (heute ca. 153.000 Dollar), verursachten 1929 bereits 236 Brände einen Schaden von 19.182,47 US-Dollar (heute ca. 304.000 Dollar).
Da die alte Hauptwache an der Main Street mittlerweile deutlich zu klein war und auch sonst den Ansprüchen an moderne Technik und Sicherheit nicht mehr genügte, bat der Chef der Feuerwehr Ray D. Wells um einen dem Bedarf entsprechenden, zukunftsorientierten Neubau. Am 12. Februar 1929 billigte die Stadtverwaltung einen diesbezüglichen Beschluss und stellte dafür 40.000 US-Dollar (heute ca. 633.000 Dollar) bereit.
Nachdem das ursprünglich zur Errichtung einer Bibliothek erworbene Grundstück umgewidmet worden war, wurde das Architekturbüro Haynes & Mason (heute firmierend als Haynes, Lieneck & Smith) aus Fitchburg mit der Erstellung der Pläne des neuen Feuerwehrhauses beauftragt, während die Eastern Construction Company aus Woonsocket (Rhode Island) den Auftrag zur Errichtung des Gebäudes erhielten. Die neue Central Fire Station verfügte als erstes öffentliches Gebäude der Stadt über eine Ölheizung, was durch den Wegfall von Kohle- und Aschebehältern erstmals die Installation von Elektromotoren und Batterien im Keller zuließ, mit deren Hilfe der Strombedarf des Feuerwehrhauses für bis zu vier Tage autonom abgedeckt werden konnte. Als einziges Colonial-Revival-Gebäude der Stadt wurde es im Zeitablauf nicht wesentlich verändert.